# Rafael Azcona

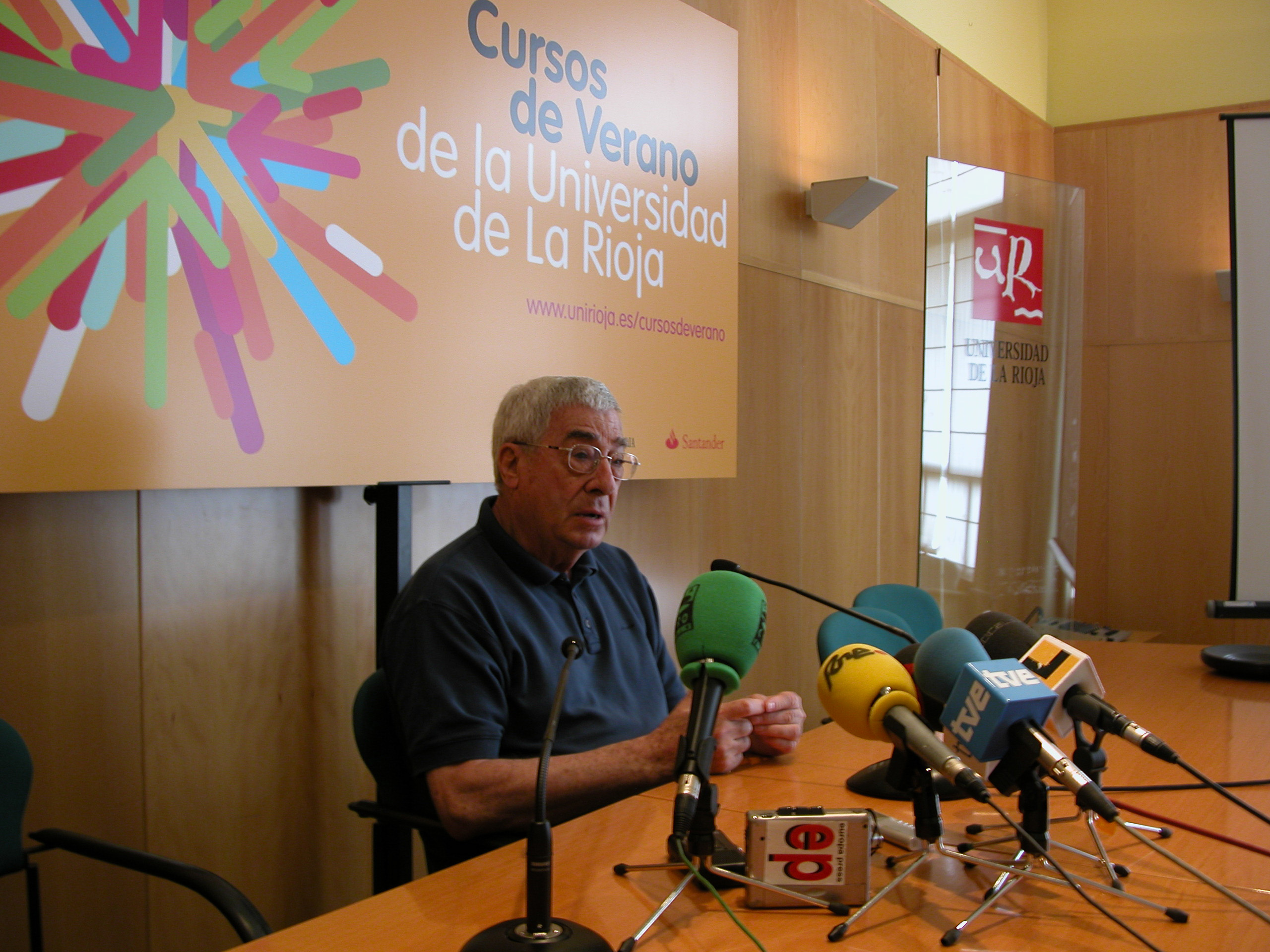
Rafael Azcona (2006)

Rafael Azcona (* 24. Oktober 1926 in Logroño, La Rioja; † 24. März 2008 in Madrid) war ein spanischer Drehbuchautor.

## Leben
Azcona galt mit annähernd 100 verfilmten Drehbüchern als einer der wichtigsten Drehbuchautoren des spanischen Kinos. Im Laufe seiner Karriere, die er als Schriftsteller begonnen hatte, arbeitete er mit einer Vielzahl renommierter Regisseure wie Marco Ferreri, Carlos Saura und Fernando Trueba zusammen und wurde mit verschiedenen spanischen Filmpreisen ausgezeichnet; fünfmal erhielt er den CEC-Award, sechsmal den Goya (darunter eine Auszeichnung für sein Lebenswerk). International wurde er bei Preisverleihungen kaum berücksichtigt, allerdings gewann der von ihm geschriebene Film Belle Epoque 1992 den Oscar für den besten fremdsprachigen Film. In den 1970er-Jahren schrieb er das Drehbuch zu zwei Western mit Bud Spencer.
Als Gegner der Unterdrückung der Bevölkerung durch die Diktatur von Franco, welche er in seinen Büchern immer wieder thematisierte, geriet er häufig ins Fadenkreuz der spanischen Zensur.

## Filmografie

### Als Drehbuchautor (Auswahl)
- 1959: Die kleine Wohnung (El Pisito)
- 1960: Der Rollstuhl (El Cochecito)
- 1960: Die Karawane nach Zagora (El secreto de los hombres azules)
- 1961: Die Italienerin und die Liebe (Le italiane e l’amore)
- 1961: Plácido
- 1962: Die vier Wahrheiten (Les quatre verités)
- 1963: Die Bienenkönigin (Una storia moderna – l’ape regina)
- 1963: Der Henker (El Verdugo)
- 1964: Schlüsselparty in Texas (Una moglia americana)
- 1966: Ein Sommer zu dritt (L’estate)
- 1967: Pfefferminz Frappe (Peppermint Frappé)
- 1967: Break-Up (L’uomo dei palloni)
- 1969: Höhle der Erinnerungen (La madriguera)
- 1970: Garten der Lüste (El jardín de las delicias)
- 1971: Die Audienz (L’udienza)
- 1972: Halleluja… Amigo (Si può fare… amigo!)
- 1972: Sie verkaufen den Tod (Una ragione per vivere e una per morire)
- 1973: Cousine Angélica (La prima Angélica)
- 1973: Der Teufel mischt die Karten (Tarot)
- 1973: Berühre nicht die weiße Frau (Touhce pas la femme blanche)
- 1973: Das große Fressen (La grande bouffe)
- 1973: Anna und die Wölfe (Ana y los lobos)
- 1976: Die letzte Frau (L'ultima donna)
- 1977: Ein Mann namens Herbstblume (Un hombre llamado flor de otoño)
- 1978: Affentraum (Ciao maschio)
- 1979: Mama wird 100 Jahre alt (Mamá cumple cien años)
- 1986: Das Jahr der Aufklärung (El año de las luces)
- 1989: Blood & Sand (Sangre y arena)
- 1990: Ay Carmela! – Lied der Freiheit (Ay, Carmela!)
- 1992: Saison der Liebe
- 1998: Das Mädchen deiner Träume
- 1999: La lengua de las mariposas
- 2001: Son de Mar – Nicht ohne dich (Son de Mar)

### Als Schauspieler
- 1959: Die kleine Wohnung (El pisito)
- 1960: Der Rollstuhl (El cochecito)

### Als Regisseur
- 1969:  Tödliche Eifersucht (Los desafíos)